# Rosanna Schiaffino
Rosanna Schiaffino (* 25. November 1939 in Genua; † 17. Oktober 2009 in Mailand) war eine italienische Schauspielerin.

## Leben
Schiaffino wurde in Oberitalien geboren. In den 1950er Jahren nahm sie an einigen Miss-Wahlen teil. Mit sechzehn Jahren wurde sie zur Miss Liguria gewählt. Daraufhin arbeitete sie als Fotomodell. Ab 1956 arbeitete sie auch als Filmschauspielerin.
Ihre Kinolaufbahn begann 1956 mit zwei winzigen Rollen in den Filmen Orlando e i Paladini di Francia und Totò, lascia o raddoppia?. 1958 erhielt sie dann die Hauptrolle in dem Film Die Herausforderung (La sfida) von Francesco Rosi. 1959 folgte die weibliche Hauptrolle in dem Film Ein Hektar Himmel (Un ettare di cielo). Schiaffino spielte daraufhin in zahlreichen italienischen und internationalen Produktionen.
Mit den Filmen Der Rebell von Samara (Il vendicatore) von Wilhelm Dieterle, Wir von der Straße (La notte brava) von Mauro Bolognini und Zwei Wochen in einer anderen Stadt (Two weeks in another town) von Vincente Minnelli gelang Schiaffino der endgültige Durchbruch zum Kinostar. An der Seite von Françoise Arnoul und Michel Piccoli spielte Schiaffino 1960 in dem Film Ball der Spione (Le bal des espions). 1961 verkörperte sie in Der Raub der Sabinerinnen die Göttin Venus. 1962 spielte sie gemeinsam mit O. W. Fischer in dem Film Axel Munthe – Der Arzt von San Michele.
Im Jahr 1966 wurde sie mit einem Sonderpreis (Targa d’Oro) des David di Donatello für ihre Rolle als Lucrezia in der Verfilmung Mandragola oder Der Liebhaber als Arzt, einer Komödie von Niccolò Machiavelli, ausgezeichnet.
Ab Mitte der 1960er Jahre erhielt Schiaffino dann allerdings nur noch Rollen in mittelmäßigen Produktionen. Schiaffino spielte in dieser Zeit wahllos in Historienfilmen, Thrillern, Italowestern und Komödien. Mitte der 1970er Jahre zog sich Schiaffino vom Filmgeschäft zurück.
1991 erkrankte die Schauspielerin an Brustkrebs. Nach einer deutlichen Verschlechterung ihres Gesundheitszustandes im Jahr 2008 erlag Schiaffino im Oktober 2009 im Alter von 69 Jahren ihrem Krebsleiden.

## Filmografie (Auswahl)
- 1956: Saragossa (Orlando e i Paladini di Francia)
- 1956: Totò, lascia o raddoppia?
- 1958: Die Herausforderung (La sfida)
- 1959: Ferdinand – König von Neapel (Ferdinando I Re di Napoli)
- 1959: Ein Hektar Himmel (Un ettare di cielo)
- 1959: Der Rebell von Samara (Il vendicatore)
- 1959: Wir von der Straße (La notte brava)
- 1960: Ball der Spione (Le bal des espions)
- 1960: Die Spur führt nach Caracas (Schiave bianche)
- 1960: Theseus, Held von Hellas (Teseo contro il Minotauro)
- 1961: Der Bandit von Neapel (I briganti italiani)
- 1961: Im Zeichen der Lilie (Le miracle des loups)
- 1961: Der Raub der Sabinerinnen (Il ratto delle Sabine)
- 1962: Axel Munthe – Der Arzt von San Michele
- 1962: Der junge General (La Fayette)
- 1962: Verbrechen aus Liebe (Le Crime ne paie pas)
- 1962: Zwei Wochen in einer anderen Stadt (Two weeks in another town)
- 1963: Die Sieger (The Victors)
- 1964: El Greco
- 1964: 90 Nächte und ein Tag
- 1964: Raubzug der Wikinger (The Long ships)
- 1965: Das Geheimnis der drei Dschunken
- 1965: Mandragola (Mandragola)
- 1966: Arrivederci, Baby! (Drop Dead Darling)
- 1966: Hexe der Liebe (La strega in amore)
- 1967: Ich komme vom Ende der Welt (L'avventuriero)
- 1967: Söldner-Aufstand (Encrucijada para una monja)
- 1969: Simon Bolivar
- 1972: Das Pferd kam ohne Socken (Ettore lo fusto)
- 1973: Die Helden von Afrika (Gli eroi)
- 1973: Der Mann aus El Paso (Un hombre llamado Noon)
- 1974: Der Zeuge muß schweigen (IL testimone deve tacere)
- 1974: L'assassino ha riservato nove poltrone
- 1975: La trastienda
- 1975: Cagliostro
- 1976: Das Mädchen mit der Korallenhaut (La ragazza dalla pelle di corallo)